# Concatedral de la Santa Madre Teresa (Pristina)
La catedral de la Santa Madre Teresa en Pristina (en albanés: Katedralja e së Shën Nënë Tereza në Prishtinë; en serbio: Катедрала Мајке Терезе у Приштини) se localiza como indica su nombre en la ciudad de Pristina, la capital de Kosovo se trata de una catedral católica. En 2007 el Gobierno de Kosovo aprobó los planes para su edificación. Los cimientos de la iglesia fueron colocados ceremoniosamente por el expresidente de Kosovo, Ibrahim Rugova, un musulmán. Está dedicado a la beata Madre Teresa. Cuando se termine la catedral, la diócesis cubre Kosovo pasará de Prizren a Pristina. La catedral será uno de los edificios más altos de Pristina cuando sea completada. 

## Véase también

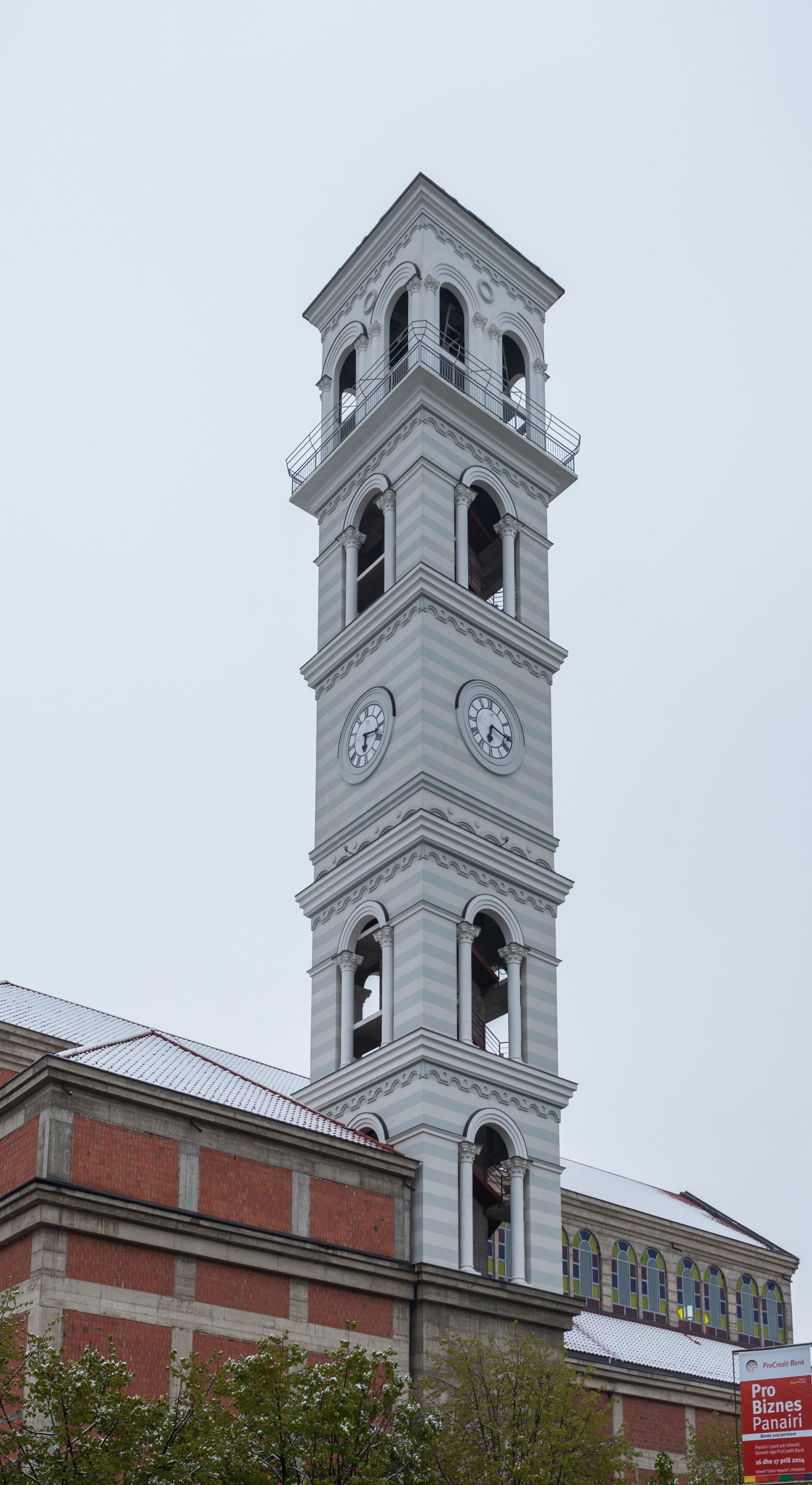
El campanario